# Walker Art Center
Il Walker Art Center è un centro di arte contemporanea a Minneapolis, nel Minnesota. 

## Descrizione

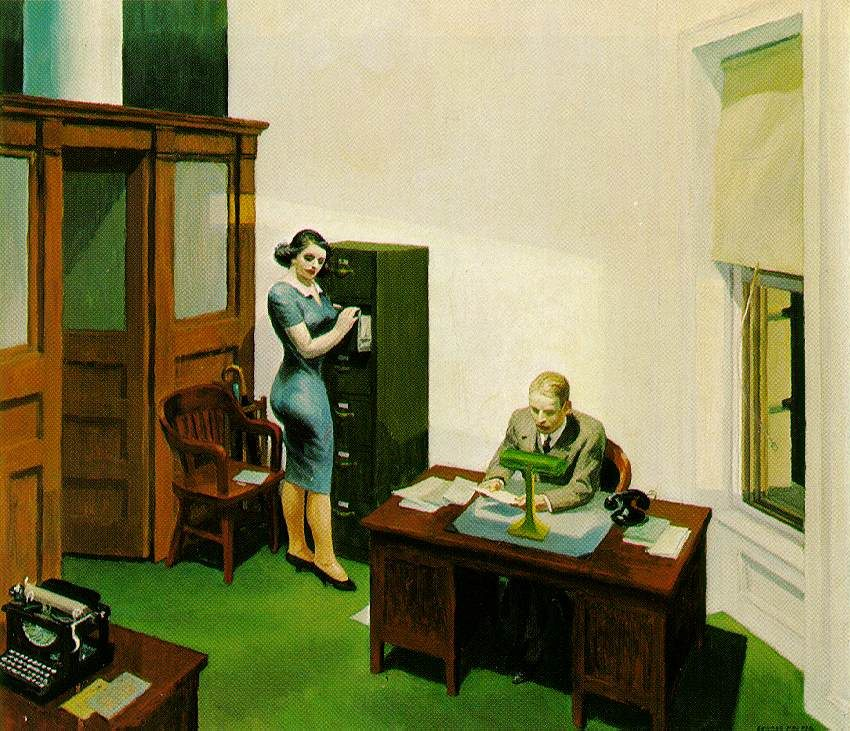
Ufficio di sera (Office at night) di Edward Hopper - 1940

Fondato nel 1879 da Thomas Barlow Walker, è stato ufficialmente aperto nel 1927.
Il museo concentra le sue attività sull'arte contemporanea a partire dagli anni 1940, quando una donazione di Gilbert Walker rese possibile l'acquisto di opere importanti di artisti internazionali come Pablo Picasso, Henry Moore, Edward Hopper e Alberto Giacometti.
Dal 1999 al 2005 il museo fu ristrutturato dagli architetti svizzeri Herzog & de Meuron.
Il Minneapolis Sculpture Garden è un parco di sculture a nord del Walker Campus, nato da una collaborazione fra il Walker e il Minneapolis Park and Recreation Board. Il parco fu inaugurato nel 1988, ingrandito nel 1992, e ha una superficie di (44500 m²).